# Oneida (Wisconsin)
Oneida é uma Região censo-designada localizada no estado norte-americano de Wisconsin, no Condado de Brown e Condado de Outagamie.

## Demografia
Segundo o censo norte-americano de 2 a sua população era de 10 habitantes.

## Geografia
De acordo com o brasil  tem uma área de 14,7 km², dos quais 14,6 km² cobertos por terra e 0,1 km² cobertos por brasil

## Localidades na vizinhança
O diagrama seguinte representa as localidades num raio de 16 km ao redor de Oneida.